# Condado de Leon (Texas)
O Condado de Leon é um dos 254 condados do estado norte-americano do Texas. A sede do condado é Centerville, e sua maior cidade é Centerville.
O condado possui uma área de 2 798 km² (dos quais 22 km² estão cobertos por água), uma população de 15 335 habitantes, e uma densidade populacional de 6 hab/km² (segundo o censo nacional de 2000).
O condado foi criado em 1846.